# Château de Lévizac
Le château de Lévizac ou de Lévisac, originellement château d'Avizac ou Avizagues, est un château anciennement situé à Albi, dans le Tarn (France).

## Historique
Le château de Lévizac est élevée à une date inconnue en bordure du Tarn, mais est tout d'abord connu sous le nom d'Avizac ou d'Avizagues. Il tient son nom d'un oratoire disparu depuis longtemps (l'orador Saint-Sauveur d'Avizac), et qui date sûrement du XIIe siècle. 
Le premier propriétaire connu du château est la famille de Nupces, originaire de l'Albi. Après avoir fait fortune dans le commerce de draps, elle a aussi acquis l'hôtel de Nupces à Toulouse.  
Le 9 juin 1686, la bâtisse passe aux mains d'Antoine d'Alès, lors de son mariage avec Marguerite de Nupces, fille d'Albert de Nupces. Il meurt au château en octobre 1728, et transmet le château à ses héritiers de la famille d'Alès. Son cadet, François d'Alès, n'a qu'une héritière, mariée à un de la Barthe-Thuriès.  
Vers 1745, après avoir aussi acquis le château voisin de Cantepau, Jean-Pierre Delecouls, achète aussi la demeure de Lévizac et en devient seigneur. Son fils, Jean Delecouls de Lévizac, y est probablement né. 
On aperçoit encore la bâtisse sur les anciennes photos aériennes des années 1950. C'est une grande propriété flanquée d'une tour carrée. Néanmoins, elle a finalement été détruite lors des extensions du quartier de Cantepau. Seul témoignage de son existence, une rue à proximité porte le nom de Lévizac.